# 오현명 (정안국)
오현명(烏玄明, ? ~ 986년)은 발해의 계승국인 정안국의 제2대 국왕이자 마지막 왕으로 추정된다.

## 생애
열만화의 후발해 왕권 찬탈을 도운 오제현의 후손으로, 976년(또는 979년)에 정변을 일으켜 정안국의 제2대 국왕으로 등극한 것으로 보인다.
935년(후당 淸泰 二年) 12월 후발해의 남해부 도독(南海府都督)으로 후당에 사신으로 파견되어 936년 2월 검교공부상서(檢校工部尙書)가 된 열주도(列周道)와 함께 후발해 정당성공부경(政堂省工部卿)으로서 시광록경(試光錄卿)을 받은 오제현(烏濟顯)의 기록을 볼 때, 열만화와 오현명은 남해부에 막강한 지역 기반을 가졌던 열주도와 오제현의 아들들로 보인다.
그는 연호를 원흥(대흥)으로 정했고, 고려에 외교관계를 맺을 것을 요청했다. 980년대에 고려와 정안국은 잠시 외교 관계를 맺었으나 요나라의 압박으로 철회되었다. 요나라는 정안국에 경제 제재를 하면서 압박하였으며 결국 985년 음력 12월(또는 986년 음력 1월)에 정안국은 멸망했다.

### 사후
이후로도 정안국의 잔존 세력은 수년간 더 존속했는데 유득공의 발해고에 의하면 991년 왕자 태원(太元)이 여진족 사신 인편으로 송 태종에게 표문을 바쳤는데 사신이 돌아오지 않았다는 기록을 남겼다. 자녀, 후손의 행방은 미상이다.

## 오현명이 등장한 작품
- 《천추태후》(KBS, 2009년~2009년, 배우:이승효)

## 같이 보기
- 발해 부흥운동
- 정안국
- 열만화